# 黃英豪
黄英豪，BBS，JP（1963年2月23日—），祖籍广东台山，生于香港，香港事務律师和企业家，香港立法會議員、第十四屆港區人大代表，現任香港再出發大聯盟副秘書長、民主建港協進聯盟成員、新論壇副召集人、中华全国青年联合会副主席、曾任民眾安全服務隊副處長（發展）。

## 生平

### 背景
黄英豪的祖父黄笏南是商人，父亲黃乾亨和姐姐黃英琦都是香港律师。
黄英豪在1969年畢業於聖公會幼稚園，14歲起留学英国。1992年，他得到中華人民共和國司法部批准，成为第一个在中华人民共和国设立办事机构的境外律师事务所。

### 經歷
1997年，黄英豪任臨時立法會議員。1998年被评为香港十大杰出青年。1999年，他当选为第七届香港青年联会主席，2000年获连任。他担任中国的社会职务还有全国政协委员、全国青年联合会副主席等。而他也在2004年获阿尔巴尼亚外交部任命为阿尔巴尼亚驻港名誉领事。
除任香港黄乾亨黄英豪律师事务所的首席合伙人外，黄英豪还收购了两家香港上市公司金至尊和海域化工（更名为香港资源）。
黄英豪於2009年涉嫌行賄已故上巿公司海域化工集團副主席兼執行董事許浩明。區域法院2018年1月被裁定黃罪名不成立，及後他申請訟費。2019年1月，高等法院法官頒布判辭，下令律政司支付黃的大部分訟費，但不包括黃曾申請永久終止聆訊失敗的訟費。
2019年1月，黄英豪被指2009年3月以逾1億股香港資源股份作抵押，向英屬處女島的公司 Oceanmile Limited 保證會還款8700萬元，但黃聲稱「遺失」有關股份轉讓證明書，致轉讓取消，但同時黄英豪又未能償還8700萬元債項，該公司卻發現黃曾向另一公司轉讓達9.8億香港資源股份，認為受騙，故入稟高等法院追討有關損失。2021年8月，高等法院頒下同意命令，各方和解，法律行動不再繼續及不再追索，各自負責訴訟費。
就2019年香港逃犯條例修訂爭議，黃英豪擔任「保公義撐修例大聯盟」召集人。他與多名香港建制派人士組成「守護香港」，並將於2019年7月20日於添馬公園發起集會。
2020年加入民建聯。
2021年接替黃定光參選2021年香港立法會選舉進出口界功能界別並當選，時隔23年6個月後成功重返立法會。
2025年1月1日，政府委任黃英豪為香港浸會大學（浸大）校董會主席。

## 言论
2019年9月，香港中華出入口商會副會長黃英豪接受訪問，建議搞網絡安全法，限制網上發放信息，讓警方掌握更多信息，包括追尋煽動者、發動者等。

## 家庭
黃英豪已婚，育有四名子女：黃宇恆、黃宇德、黃宇弘、黃宇毅，而他們更是香港賽駒「香港至尊」、「神舟飛駒」、「福祐神州」（原名「神天福佑」）的馬主。

## 外部連結
- 香港資源控股官方網站 （页面存档备份，存于）
- 黃乾亨黃英豪律師事務所
- 黃英豪港青才俊 政協新星 （页面存档备份，存于）